# Samuel Phillips Huntington
Samuel Phillips Huntington (n. 18 aprilie 1927, New York City, New York, SUA – d. 24 decembrie 2008, Martha's Vineyard⁠(d), Massachusetts, SUA) a fost un politolog american, cunoscut pentru teza sa referitoare la ciocnirea civilizațiilor. 
Samuel P. Huntington, supranumit „un Machiavelli al vremurilor noastre” , s-a impus pe plan mondial, în 1993, când a publicat Ciocnirea civilizațiilor și refacerea ordinii mondiale. O altă carte fundamentală, Ordinea politică a societăților în schimbare.
În ultimii ani a predat la John M. Olin Institute for Strategic Studies al Universității Harvard și a fost consilier al Departamentului de Stat (Ministerul de Externe) al SUA.
În anul 1993 a publicat în revista Foreign Affairs studiul intitulat „Ciocnirea Civilizațiilor?”, care a provocat o amplă dezbatere. Tezele lui Huntington contrazic pe cele ale lui Francis Fukuyama, exprimate în 1991, care preconizau succesul global al democrației liberale după sfârșitul Războiului Rece.

## Legături externe
- Huntington acuzat de rasism
- A murit Samuel Huntington, autorul cartii Socul civilizatiilor, 28 decembrie 2008, Ziare.com